# Linda Nosková
Linda Nosková (Vsetín, 17 novembre 2004) è una tennista ceca.

## Biografia
Linda Nosková in carriera ha vinto 6 titoli in singolare e 1 titolo in doppio nel circuito ITF. Il 14 luglio 2025, ha raggiunto il best ranking in singolare alla 23ª posizione mondiale, mentre il 19 agosto 2024 ha raggiunto in doppio la 60ª posizione mondiale.
Durante la sua carriera da junior ha vinto nel 2018 il doppio dei campionati mondiali juniores, il Les Petits As, in coppia con la connazionale Linda Fruhvirtová. Il 12 giugno 2021, ha vinto l'Open di Francia 2021 - Singolare ragazze sconfiggendo in finale Ėrika Andreeva con il punteggio di 7-6(3), 6-3.
Ha fatto il suo debutto in un tabellone principale del Grande Slam agli Open di Francia nel 2022 dopo aver vinto i match di qualificazione, diventando la più giovane giocatrice ceca a competere in una Major dopo Nicole Vaidišová (17 anni e 127 giorni) agli US Open del 2006 e la più giovane giocatrice a qualificarsi per il torneo dopo l'allora sedicenne Michelle Larcher de Brito nel 2009.
A luglio 2022 ha ricevuto una wildcard per il tabellone principale del Prague Open: ha raggiunto la semifinale, sconfiggendo anche la numero 5 del seeding Alizé Cornet al secondo turno. Verrà fermata dalla futura vincitrice del torneo e connazionale Marie Bouzková.
Nel 2023, la ceca raggiunge le sue prime finali nel circuito maggiore: a gennaio, partendo dalle qualificazioni, coglie la finale nel '500' di Adelaide, battendo l'ex campionessa slam Azaranka e le top-10 Kasatkina e Jabeur nel corso del torneo; nell'ultimo atto, cede ad Aryna Sabalenka con lo score di 3-6 6(4)-7. In agosto, si spinge fino alla finale del torneo casalingo di Praga da quarta testa di serie, migliorando il risultato colto nel 2022; nel match valevole per il titolo, si arrende a Nao Hibino in due set. Grazie a questi risultati, sale fino alla 41ª posizione della classifica mondiale, suo best-ranking. In ottobre, ritocca di una posizione il suo ranking migliore, attestandosi al 40º posto.

### 2024: primi quarti di finale slam, primo titolo WTA ebest ranking
Linda inizia l'anno a Brisbane: battendo le qualificate Riera e Babos, la top-30 Cîrstea e la giovane Andreeva, raggiunge la semifinale, la seconda di livello '500'. Nella circostanza, cede il passo alla futura campionessa Elena Rybakina, per 4-6 6(3)-7. Successivamente, prende parte all'Australian Open: all'esordio, vince il derby ceco contro Marie Bouzková (6-1 7-5). Dopo un successo in tre set su Kessler, al terzo turno realizza l'impresa, sconfiggendo in rimonta la n°1 del mondo Iga Świątek, con lo score di 3-6 6-3 6-4. Agli ottavi, approfitta del ritiro dell'ex top-5 Elina Svitolina dopo soli tre giochi, approdando così ai quarti di finale di un major per la prima volta in carriera. Nella circostanza, la tennista di Vsetín soccombe a un'altra ucraina, Dajana Jastrems'ka, con il punteggio di 3-6 4-6.
Ad Abu Dhabi si ferma al primo turno contro Sorribes Tormo. Figura bene nel '1000' di Doha: dopo aver battuto Bernarda Pera, si impone su Maria Sakkarī per 3-6 7-6(2) 7-5, centrando il quinto successo in carriera su una top-10. Al terzo turno, perde il derby contro Karolína Plíšková. A Indian Wells e Miami esce di scena al terzo turno, sconfitta in entrambe le circostanze da Świątek.
A Stoccarda elimina la n°10 del mondo Ostapenko prima di cedere a Emma Raducanu. A Roma raggiunge il terzo turno fermandosi contro Zheng mentre al Roland Garros soccombe nel secondo turno a Irina-Camelia Begu. Su erba, raggiunge il secondo turno a Berlino, Bad Homburg e Wimbledon, dove viene sconfitta da Bianca Andreescu.
Successivamente, partecipa al torneo casalingo di Praga: da prima testa di serie, coglie la semifinale, dove si arrende a Magda Linette al tie-break del terzo set. Nel torneo olimpico di Parigi e a Cincinnati esce di scena all'esordio.
Al torneo di Monterrey, Nosková batte in due set Danilina, Wang, Svitolina e la top-15 Navarro, approdando alla sua terza finale WTA, la prima del 2024. Nell'ultimo atto, supera Lulu Sun con lo score di 7–6(6), 6–4, conquistando il primo titolo nel circuito maggiore. Grazie al risultato, il 26 agosto si issa al n°25 del mondo, suo nuovo best ranking.
Allo US Open, perde al primo turno da Julija Putinceva. Termina l'anno al n°26 delle classifiche mondiali.

### 2025
La trasferta australiana di Nosková non è foriera di buoni risultati: dopo un terzo turno ad Brisbane, si ferma all'esordio sia ad Adelaide che all'Australian Open, dove cede a Clara Tauson in tre set. Ad Abu Dhabi, batte le polacche Fręch e Linette e la n°10 del mondo Badosa, raggiungendo la prima semifinale dell'anno opposta a Ashlyn Krueger che prevale.

## Statistiche WTA

### Singolare

#### Vittorie (1)
| Legenda              |
| -------------------- |
| Grande Slam (0)      |
| Ori Olimpici (0)     |
| WTA Finals (0)       |
| WTA Elite Trophy (0) |
| Dal 2021             |
| WTA 1000 (0)         |
| WTA 500 (1)          |
| WTA 250 (0)          |

| N. | Data           | Torneo                    | Superficie | Avversaria in finale | Punteggio   |
| 1. | 24 agosto 2024 | Monterrey Open, Monterrey | Cemento    | Lulu Sun             | 7–6(6), 6–4 |

#### Sconfitte (3)
| Legenda              |
| -------------------- |
| Grande Slam (0)      |
| Argenti Olimpici (0) |
| WTA Finals (0)       |
| WTA Elite Trophy (0) |
| Dal 2021             |
| WTA 1000 (0)         |
| WTA 500 (1)          |
| WTA 250 (2)          |

| N. | Data           | Torneo                           | Superficie | Avversaria in finale | Punteggio     |
| 1. | 8 gennaio 2023 | Adelaide International, Adelaide | Cemento    | Aryna Sabalenka      | 3–6, 6(4)–7   |
| 2. | 7 agosto 2023  | Prague Open, Praga               | Cemento    | Nao Hibino           | 4–6, 1–6      |
| 3. | 26 luglio 2025 | Prague Open, Praga (2)           | Cemento    | Marie Bouzková       | 6-2, 1-6, 3-6 |

### Doppio

#### Sconfitte (2)
| Legenda              |
| -------------------- |
| Grande Slam (0)      |
| Argenti Olimpici (0) |
| WTA Finals (0)       |
| WTA Elite Trophy (0) |
| Dal 2021             |
| WTA 1000 (0)         |
| WTA 500 (1)          |
| WTA 250 (1)          |

| N. | Data             | Torneo                              | Superficie      | Compagna         | Avversarie in finale                 | Punteggio   |
| 1. | 11 febbraio 2024 | Abu Dhabi Open, Abu Dhabi           | Cemento         | Heather Watson   | Sofia Kenin Bethanie Mattek-Sands    | 4-6, 6(4)-7 |
|    | 4 agosto 2024    | 4º posto ai Giochi Olimpici, Parigi | Terra rossa     | Karolína Muchová | Cristina Bucșa Sara Sorribes Tormo   | 2-6, 2-6    |
| 2. | 20 aprile 2025   | Open de Rouen, Rouen                | Terra rossa (i) | Irina Chromačëva | Aleksandra Krunić Sabrina Santamaria | 0-6, 4-6    |

## Statistiche ITF

### Singolare

#### Vittorie (6)
| Torneo $100.000 (1) |
| Torneo $80.000 (0)  |
| Torneo $60.000 (2)  |
| Torneo $25.000 (1)  |
| Torneo $15.000 (2)  |

| N. | Data             | Torneo                                          | Superficie  | Avversaria in finale      | Punteggio        |
| 1. | 21 marzo 2021    | World Tour Tennis Bratislava, Bratislava        | Cemento (i) | Tereza Smitková           | 4-6, 7-6(4), 7-5 |
| 2. | 28 marzo 2021    | World Tour Tennis Bratislava, Bratislava        | Cemento (i) | Iva Primorac              | 6-3, 7-6(4)      |
| 3. | 29 agosto 2021   | Zubr Cup, Přerov                                | Terra rossa | Alexandra Cadanțu-Ignatik | 6(2)-7, 6-4, 6-3 |
| 4. | 27 novembre 2021 | Milovice Indoor Open, Milovice                  | Cemento (i) | Nikola Bartůňková         | 6-3, 6-4         |
| 5. | 2 aprile 2022    | Engie Open de Seine-et-Marne, Croissy-Beaubourg | Cemento (i) | Léolia Jeanjean           | 6-3, 6-4         |
| 6. | 10 luglio 2022   | Reinert Open, Versmold                          | Terra rossa | Ysaline Bonaventure       | 6-1, 6-3         |

#### Sconfitte (1)
| Torneo $100.000 (0) |
| Torneo $80.000 (0)  |
| Torneo $60.000 (0)  |
| Torneo $25.000 (0)  |
| Torneo $15.000 (1)  |

| N. | Data             | Torneo                             | Superficie | Avversaria in finale | Punteggio     |
| 1. | 21 febbraio 2021 | Soho Square Egypt, Sharm el-Sheikh | Cemento    | Šalimar Talbi        | 3–6, 6–2, 3–6 |

### Doppio

#### Vittorie (1)
| Torneo $100.000 (0) |
| Torneo $80.000 (0)  |
| Torneo $60.000 (1)  |
| Torneo $25.000 (0)  |
| Torneo $15.000 (0)  |

| N. | Data             | Torneo                                          | Superficie  | Compagna           | Avversarie in finale          | Punteggio |
| 1. | 26 febbraio 2022 | Nur-Sultan International Tournament, Nur-Sultan | Cemento (i) | Ekaterina Makarova | Anna Sisková Marija Timofeeva | 6-2, 6-3  |

#### Sconfitte (4)
| Torneo $100.000 (0) |
| Torneo $80.000 (0)  |
| Torneo $60.000 (0)  |
| Torneo $25.000 (4)  |
| Torneo $15.000 (0)  |

| N. | Data             | Torneo                                 | Superficie  | Compagna          | Avversarie in finale                    | Punteggio        |
| 1. | 23 ottobre 2021  | Netanya Open, Netanya                  | Cemento     | Fanny Östlund     | Lina Glushko Shavit Kimchi              | 4-6, 2-6         |
| 2. | 27 novembre 2021 | Milovice Indoor Open, Milovice         | Cemento (i) | Maja Chwalińska   | Sakura Hosogi Misaki Matsuda            | 6-3, 2-6, [8-10] |
| 3. | 29 gennaio 2022  | World Tennis Tour Movistar LG, Manacor | Cemento     | Tereza Mihalíková | Fernanda Contreras Andrea Lázaro García | 1-6, 4-6         |
| 4. | 4 febbraio 2022  | World Tennis Tour Movistar LG, Manacor | Cemento     | Tereza Mihalíková | Fernanda Contreras Andrea Lázaro García | 1-6, 6-3, [6-10] |

## Grand Slam Junior

### Singolare

#### Vittorie (1)
| Tornei del Grande Slam  |
| ----------------------- |
| Australian Open (0)     |
| Open di Francia (1)     |
| Torneo di Wimbledon (0) |
| US Open (0)             |

| N. | Data           | Torneo                  | Superficie  | Avversaria in finale | Punteggio   |
| 1. | 12 giugno 2021 | Open di Francia, Parigi | Terra rossa | Ėrika Andreeva       | 7-6(3), 6-3 |

## Statistiche contro giocatrici Top 10

### Testa a testa
Le tenniste in grassetto sono le giocatrici in attività. Nella tabella riportata sono segnati i migliori piazzamenti nella classifica mondiale WTA; le giocatrici possono aver occupato una posizione diversa al momento dell'incontro.
| Giocatrice                     | Vittorie–Sconfitte | V–S % | Cemento     | Terra rossa | Erba      | Ultimo incontro                                           |
| Numero 1 del ranking mondiale  |                    |       |             |             |           |                                                           |
| Viktoryja Azaranka             | 1–0                | 100%  | 1–0         | –           | –         | Vinto (6-4, 6(3)-7, 7-6(6)) Adelaide International 1 2023 |
| Angelique Kerber               | 1–0                | 100%  | –           | –           | 1–0       | Vinto (7-6(4), 2-6, 6-4) ecoTrans Ladies Open 2024        |
| Garbiñe Muguruza               | 1–0                | 100%  | 1–0         | –           | –         | Vinto (6-1, 6-4) Open 6ème Sens Métropole de Lyon 2023    |
| Iga Świątek                    | 1–4                | 20%   | 1–4         | –           | –         | Perso (6(4)-7, 6-4, 5-7) Billie Jean King Cup 2024        |
| Karolína Plíšková              | 0–1                | 0%    | 0–1         | –           | –         | Perso (6-3, 5-7, 1-6) Qatar TotalEnergies Open 2024       |
| Aryna Sabalenka                | 0–1                | 0%    | 0–1         | –           | –         | Perso (3-6, 6(4)-7) Adelaide International 1 2023         |
| Numero 2 del ranking mondiale  |                    |       |             |             |           |                                                           |
| Vera Zvonarëva                 | 1–0                | 100%  | 1–0         | –           | –         | Vinto (6-4, 6-1) Mubadala Abu Dhabi Open 2024             |
| Petra Kvitová                  | 1–1                | 50%   | 1–1         | –           | –         | Vinto (3-6, 6-2, 6-4) Western & Southern Open 2023        |
| Ons Jabeur                     | 1–2                | 33%   | 1–1         | –           | 0–1       | Perso (7-6(5), 3-6, 4-6) ecoTrans Ladies Open 2024        |
| Barbora Krejčíková             | 0–1                | 0%    | –           | 0–1         | –         | Perso (3-6, 1-6) Zubr Cup Prerov 2020                     |
| Coco Gauff                     | 0–2                | 0%    | 0–2         | –           | –         | Perso (4-6, 0-6) Western & Southern Open 2023             |
| Numero 3 del ranking mondiale  |                    |       |             |             |           |                                                           |
| Elina Svitolina                | 2–0                | 100%  | 2–0         | –           | –         | Vinto (6-4, 6-4) Abierto GNP Seguros 2024                 |
| Maria Sakkarī                  | 1–0                | 100%  | 1–0         | –           | –         | Vinto (3-6, 7-6(2), 7-5) Qatar TotalEnergies Open 2024    |
| Elena Rybakina                 | 0–2                | 0%    | 0–1         | 0–1         | –         | Perso (3-6, 2-6) Brisbane International 2024              |
| Numero 4 del ranking mondiale  |                    |       |             |             |           |                                                           |
| Bianca Andreescu               | 0–1                | 0%    | –           | –           | 0–1       | Perso (3-6, 6(5)-7) Torneo di Wimbledon 2024              |
| Numero 5 del ranking mondiale  |                    |       |             |             |           |                                                           |
| Eugenie Bouchard               | 1–0                | 100%  | 1–0         | –           | –         | Vinto (6-2, 6-3) US Open 2022                             |
| Sara Errani                    | 1–0                | 100%  | –           | –           | 1–0       | Vinto (7-6(3), 6-1) Torneo di Wimbledon 2024              |
| Jeļena Ostapenko               | 1–1                | 50%   | –           | 1–0         | 0–1       | Vinto (6-3, 6-1) Porsche Tennis Grand Prix 2024           |
| Numero 7 del ranking mondiale  |                    |       |             |             |           |                                                           |
| Zheng Qinwen                   | 0–2                | 0%    | –           | 0–2         | –         | Perso (6-3, 1-6, 2-6) Internazionali BNL d'Italia 2024    |
| Numero 8 del ranking mondiale  |                    |       |             |             |           |                                                           |
| Dar'ja Kasatkina               | 1–0                | 100%  | 1–0         | –           | –         | Vinto (6-3, 6(2)-7, 6-3) Adelaide International 1 2023    |
| Emma Navarro                   | 1–0                | 100%  | 1–0         | –           | –         | Vinto (7-6(7), 7-5) Abierto GNP Seguros 2024              |
| Numero 10 del ranking mondiale |                    |       |             |             |           |                                                           |
| Beatriz Haddad Maia            | 0–1                | 0%    | 0–1         | –           | –         | Perso (1-6, 5-7) Tallinn Open 2022                        |
| Emma Raducanu                  | 0–2                | 0%    | –           | 0–2         | –         | Perso (0-6, 5-7) Porsche Tennis Grand Prix 2024           |
| Totali                         | 15–21              | 42%   | 12–12 (50%) | 1–6 (14%)   | 2–3 (40%) | Aggiornato al 17 novembre 2024                            |

### Vittorie contro giocatrici Top 10
| Stagione | 2023 | 2024 | 2025 | Totale |
| -------- | ---- | ---- | ---- | ------ |
| Vittorie | 3    | 3    | 3    | 9      |

| #    | Giocatrice       | Ranking | Evento                            | Superficie      | Turno | Punteggio        | Rank. LNR |
| ---- | ---------------- | ------- | --------------------------------- | --------------- | ----- | ---------------- | --------- |
| 2023 |                  |         |                                   |                 |       |                  |           |
| 1.   | Dar'ja Kasatkina | 8       | Adelaide International, Adelaide  | Cemento         | 1T    | 6–3, 6(2)–7, 6–3 | 102       |
| 2.   | Ons Jabeur       | 2       | Adelaide International, Adelaide  | Cemento         | SF    | 6–3, 1-6, 6–3    | 102       |
| 3.   | Petra Kvitová    | 9       | Cincinnati Open, Cincinnati       | Cemento         | 2T    | 3-6, 6-2, 6-4    | 50        |
| 2024 |                  |         |                                   |                 |       |                  |           |
| 4.   | Iga Świątek      | 1       | Australian Open, Melbourne        | Cemento         | 3T    | 3-6, 6-3, 6-4    | 50        |
| 5.   | Maria Sakkarī    | 9       | Qatar Ladies Open, Doha           | Cemento         | 2T    | 3-6, 7-6(2), 7-5 | 28        |
| 6.   | Jeļena Ostapenko | 10      | Stuttgart Open, Stoccarda         | Terra rossa (i) | 1T    | 6–3, 6–1         | 31        |
| 2025 |                  |         |                                   |                 |       |                  |           |
| 7.   | Paula Badosa     | 10      | Abu Dhabi Open, Abu Dhabi         | Cemento         | 2T    | 6–4, 6–1         | 39        |
| 8.   | Jessica Pegula   | 5       | Dubai Tennis Championships, Dubai | Cemento         | 3T    | 6-3, 7-6(8)      | 35        |
| 9.   | Mirra Andreeva   | 7       | Bad Homburg Open, Bad Homburg     | Erba            | QF    | 6-3, 6-3         | 30        |